# Jean-Baptiste Réveillon
Jean-Baptiste Réveillon   (París, 11 d'octubre de 1725 - París, 18 de setembre de 1811) va ser un fabricant de paper pintat francès. El 1789, Réveillon va fer una declaració sobre el preu del pa que va ser malinterpretada per la població parisenca com una demanda de salaris més baixos, i va ser un dels desencadenants de la Revolució Francesa. Va fugir de França després que la seva casa i la seva fàbrica de paper pintat fossin atacats i incendiats en el que es va conèixer com el motí de Réveillon. L'any 1791 va arrendar la seva factoria al fabricant de paper pintat Jacquemart & Bérnard.
Réveillon va fer d'aprenent de comerciant, de merceria i de papereria. L'any 1753 va començar a importar i vendre papers fets amb la tècnica del flocatge (procediment que consisteix a enganxar manyocs de fibres tèxtils sobre un suport prèviament recobert d’un adhesiu) d'Anglaterra. En aquella època, el paper pintat es va popularitzar entre la burgesia com a forma creativa i econòmica de decorar els espais interiors. Durant la Guerra dels Set Anys Reveillon va començar a produir paper pintat ell mateix. Es va casar bé i va utilitzar el dot de la seva dona per produir paper de vellut, enganxat en rotlles i amb colors vibrants, desenvolupat per Jean-Baptiste Pillement.

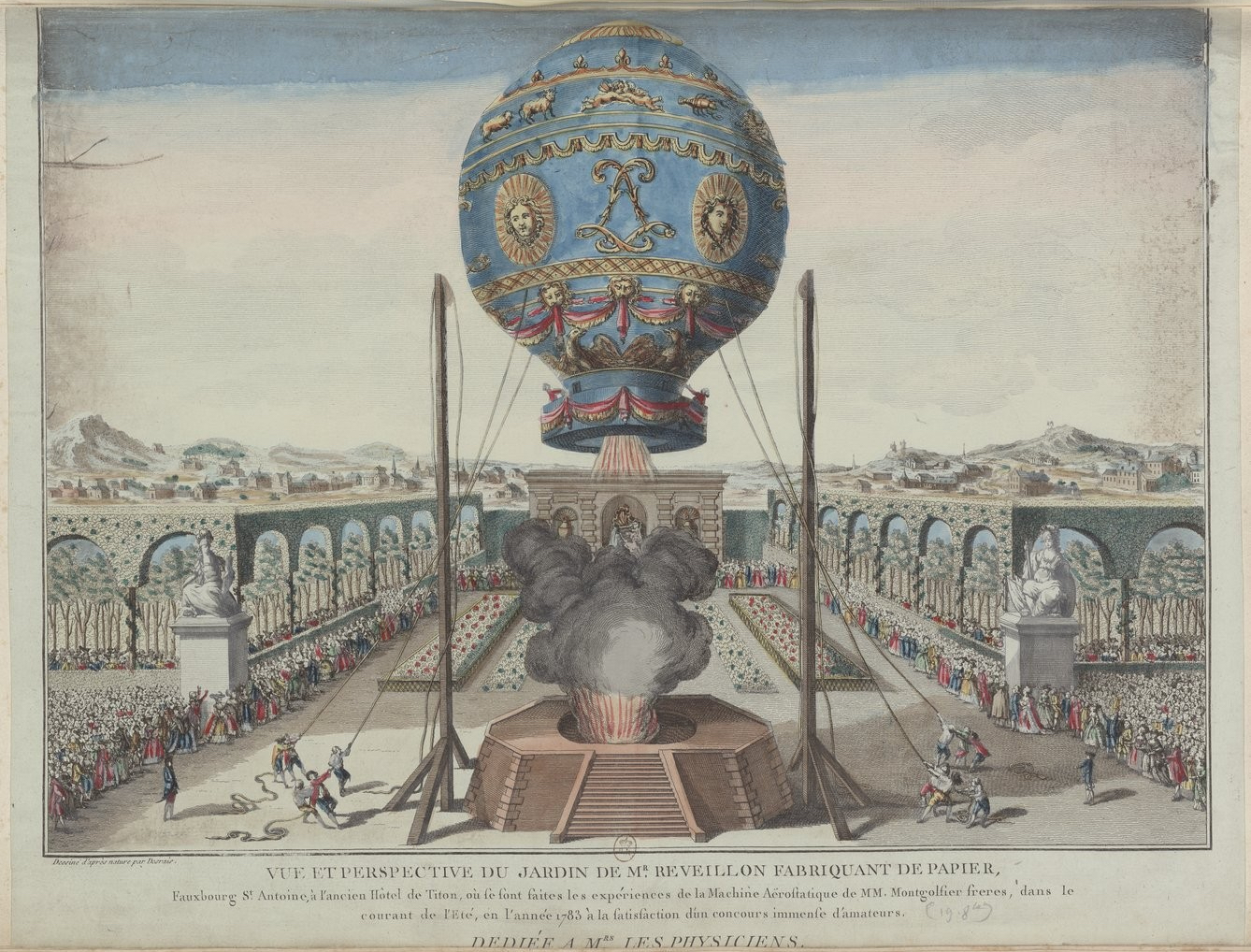
El llançament del globus el 19 d'octubre de 1783, gravat de Claude-Louis Desrais

L'any 1759 s'instal·là al faubourg Saint-Antoine de París, aleshores un barri dominat pels diferents oficis relacionats amb l'arranjament de la casa i el mobiliari. Réveillon va llançar la producció d'una gamma completa de papers pintats. La noblesa va començar a patrocinar el seu negoci i el 1765, ja molt ric, va comprar una mansió, amb un parc i un teatre dins de La Folie Titon, antiga propietat d'Évrard Titon du Tillet. Reveillon va instal·lar-hi la seva fàbrica de paper pintat a la planta baixa, conservant els pisos superiors per a la seva residència privada.
El 1775 Réveillon va obrir una fàbrica de paper per millorar tant la quantitat com la qualitat del seu subministrament de paper. El 1776 va obrir una botiga prop de les Tulleries. El paper blau d'Angleterre es va fer molt popular quan la reina Maria Antonieta el va fer servir per decorar els seus apartaments.
El mateix Réveillon sabia prou química per descobrir un nou procés per fer paper vitel·la el 1782. L'any següent se li va concedir el permís per utilitzar el títol de Manufacture Royale.
La seva compra de la fàbrica paperera i l'experiència en la producció de paper el van portar a contactar amb Etienne de Montgolfier, i va ser des del jardí de Réveillon a Folie Titon on es va llançar el primer globus aerostàtic el 12 de setembre de 1783. Réveillon va fabricar un paper pintat especial i acolorit, utilitzat com a coberta per al globus.
Un segon globus, anomenat Le Réveillon, amb un gall, un ànec i una ovella anomenada Skywards va ser llançat una setmana després a Versalles. El globus es va mantenir enlaire uns deu minuts i, quan va aterrar a tres quilòmetres de distància, van trobar l'Skywards il·lesa i menjant els fils de palla de la cistella, amb l'ànec i el gall asseguts en un racó. Maria Antonieta va adoptar l'Skywards per a la seva granja a Versalles.

El 19 d'octubre el seu empleat André Giroud de Villette i Jean-François Pilâtre de Rozier van ser els primers humans a volar.
L'any 1789, Réveillon va ser víctima de les seves pròpies reflexions sobre l'economia moderna. “Atès que el pa va ser la base de la nostra economia nacional”, va afirmar en un assaig, “la seva distribució s'hauria de desregular, permetent preus més baixos. Això, al seu torn, permetria costos salarials més baixos, preus de fabricació més baixos i un major consum.” Aquesta reflexió va ser malinterpretada per un poble parisenc ja enfadat, que creia que Monsenyor Reveillon defensava una baixada dels salaris. El 28 d'abril de 1789 la seva mansió va ser atacada i saquejada per una turba enfadada, i tots els seus papers pintats, cola, mobles i quadres van ser cremats. El seu celler, que contenia 2.000 ampolles de vi, va ser saquejat i ràpidament consumit per la turba amotinada. Réveillon i la seva família van poder escapar escalant una paret i fugint cap a la propera Bastilla. Va ser un dia sagnant, algunes cròniques diuen que 25 persones van morir en el combat cos a cos posterior. Els amotinats van ser finalment dispersos en un episodi inicial de la Revolució Francesa. Avui hi ha plaques commemoratives que marquen el lloc del motí de Reveillon .

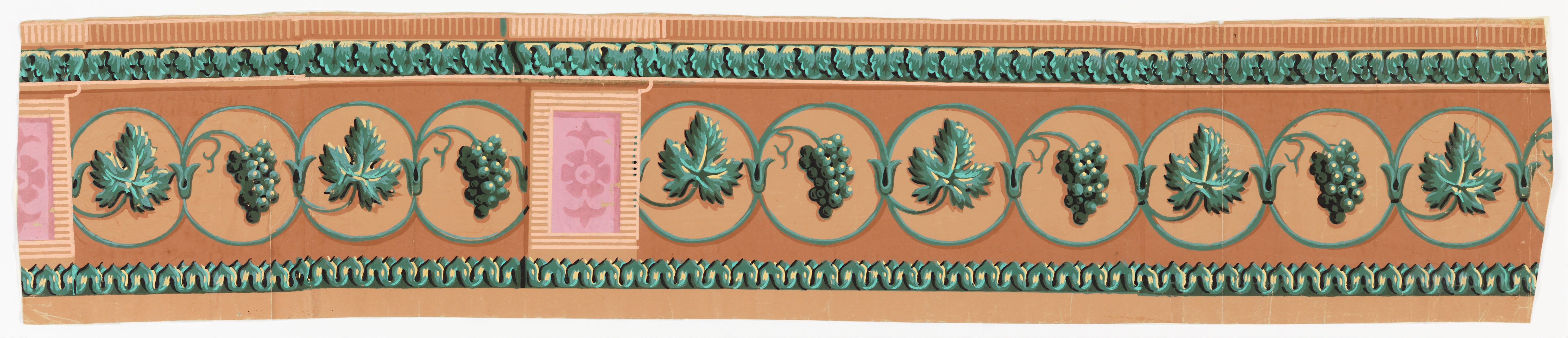
Jacquemart & Bérnard - Voraviu de paper pintat segons el procediment de Jean-Baptiste Réveillon.

Réveillon va emigrar a Anglaterra amb la seva fortuna intacta i, després de la Revolució Francesa, va llogar la seva fabricació a Jacquemart & Bérnard, que va continuar produint paper pintat fins al 1840.